# Platycerus delagrangei
Platycerus delagrangei es una especie de coleóptero de la familia Lucanidae.

## Distribución geográfica
Habita en Siria y Turquía.